# Ventil

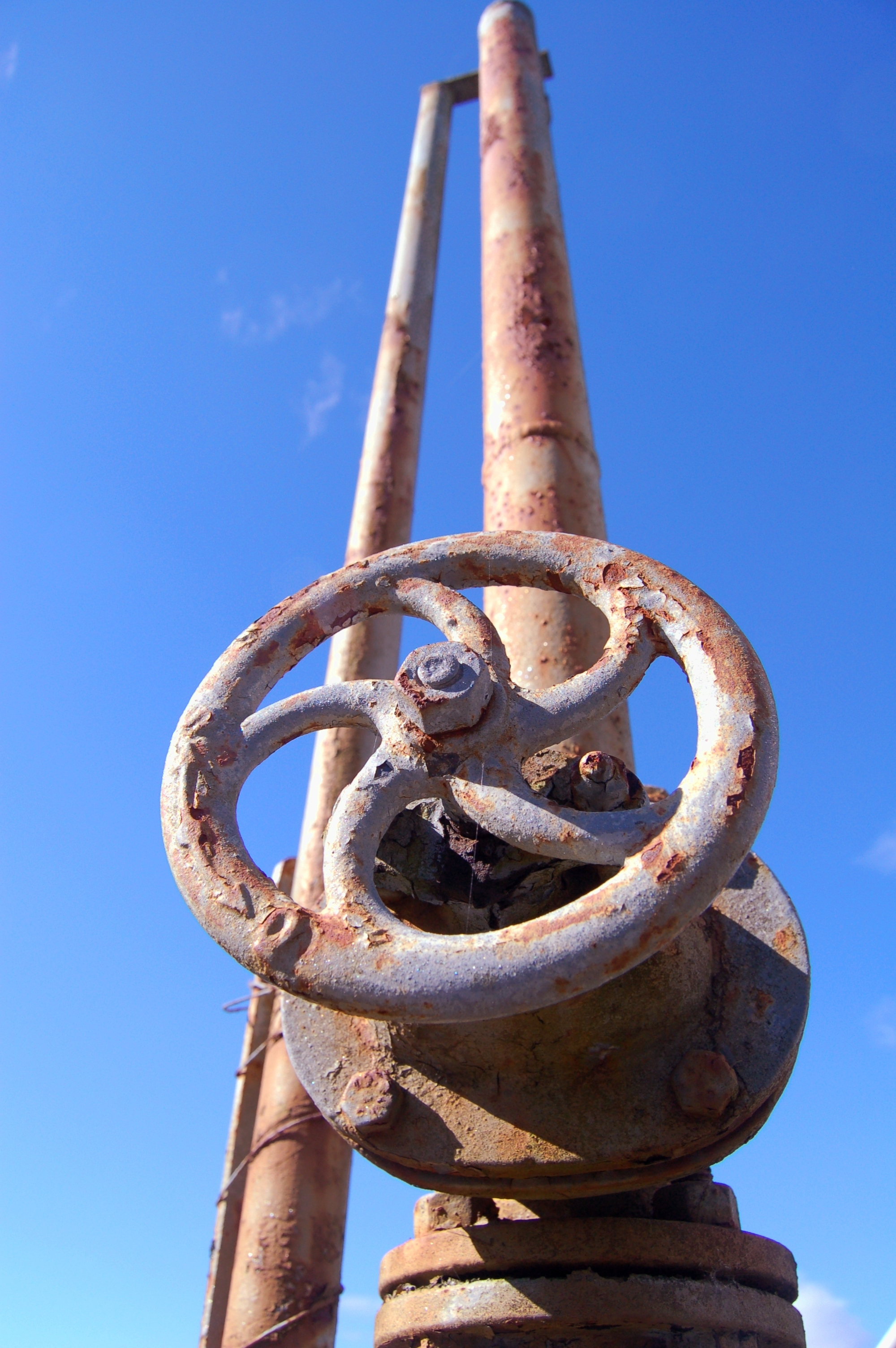
Ventil

Ventil är en anordning för avstängning eller reglering av flöde i ett omslutet fluidsystem (gas eller vätska), exempelvis ett rörsystem, vilken arbetar genom att justera öppningsarean vid en avgränsad punkt för att kunna öppna helt, stänga helt eller reglera ett tryckfall och därmed flödet i den strömmande fluiden. Ventiler kan till exempel vara maskinelement, loppelement med mera.
Olika branscher använder ofta olika benämningar på principiellt samma ventiltyper, såsom regleringsventil och kran. Ventiler med speciella benämningar är alltid sammansatta konstruktioner av grundläggande ventiltyper, verksamma tryckareor, mekaniska fjädrar och fasta eller variabla strypningar.
I fyrtaktsmotorer används ventiler för att reglera gasflödet. De benämns då insugs- respektive avgasventiler och är en form av tallriksventil.

## Ventiltyper
- Avluftningsventil
- Backventil
- Dumpventil
- Flänsventil
- Flödesreglerventil
- Hydraullås
- Injusteringsventil
- Kilslidventil
- Kulventil
- Kägelbackventil
- Kägelventil
- Lasthållningsventil
- Magnetventil
- Membranventil
- Riktningsventil
- Shuntventil
- Slangbrottsventil
- Strypventil
- Säkerhetsventil
- Sätesventil

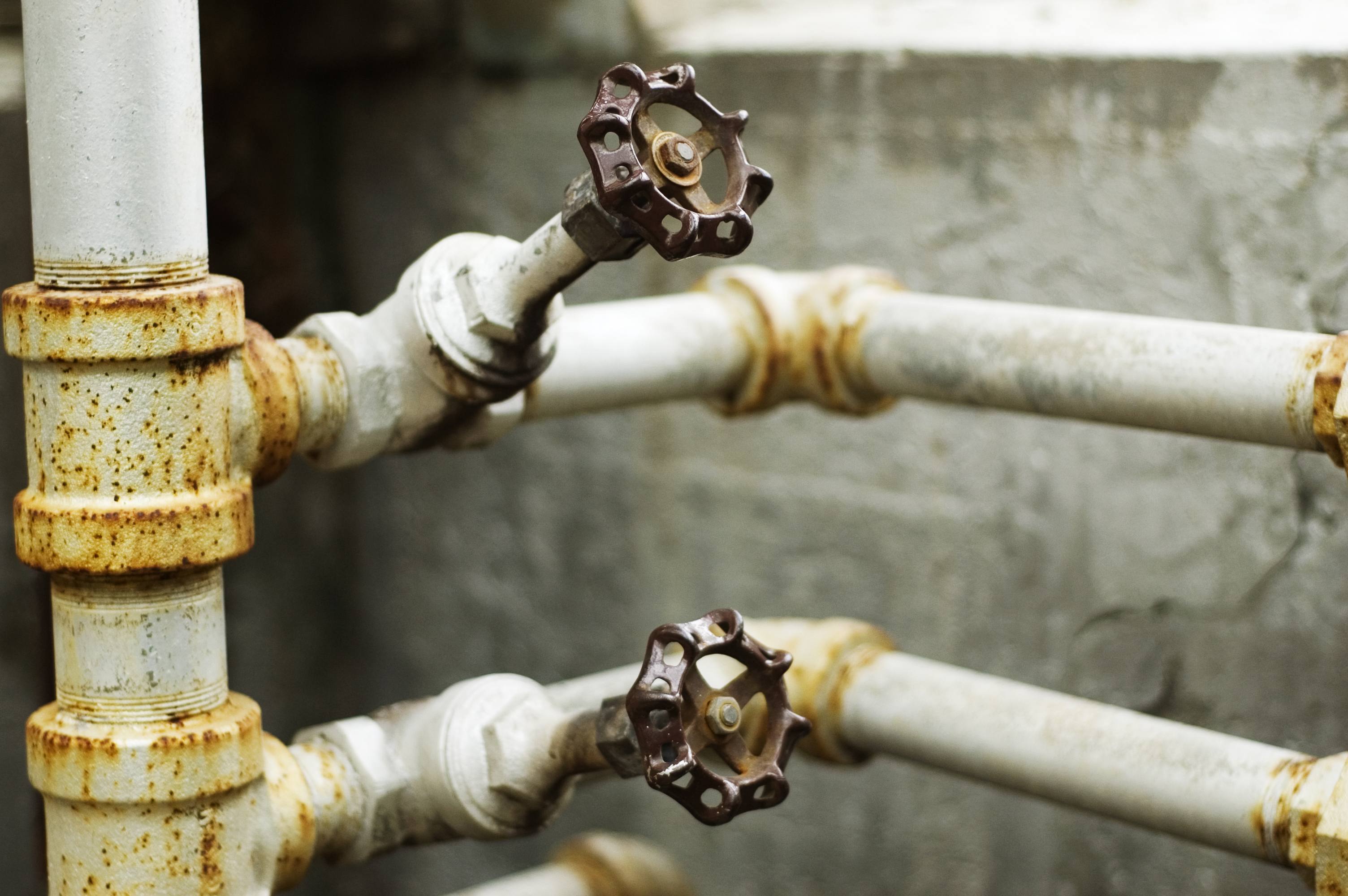
Vattenventiler
De orangegula beläggningarna är ett resultat av bimetallkorrosion, när metaller av olika slag möts i fuktig miljö.

- Tryckbegränsningsventil är en ventil som begränsar trycket i till exempel ett hydraulsystem.
- Victorventil
- Vinkelventil
- Vridslidventil
- Vridspjällventil
- Växelventil
- Överströmningsventil